# Ucea (gmina)
Ucea – gmina w Rumunii, w okręgu Braszów. Obejmuje miejscowości Corbi, Feldioara, Ucea de Jos i Ucea de Sus. W 2011 roku liczyła 2195 mieszkańców. 